# Bumer
Bumer é um filme russo de 2003 dirigido por Peter Buslov.